# 风评被害
风评被害（日语：風評被害）是一句日語的四字熟語，指源于完全没有根据的謠言或傳聞，使得成为传言焦点的人物或团体受到了经济、名誉等损失。该词自東日本大震災后开始流行，并在中文ACG圈中被广泛使用。

## 历史
风评被害，出自日本的四字熟语，一词在日文中指“不好的评价、谣言”，一词在日文中指“受到损害、危害或受到的损害、危害。一词则指“源于完全没有根据的传言，使得成为传言焦点的人物或团体受到了经济、名誉等损失。”
风评被害曾经在概念上存在争议，一般笼统地指代因为媒体报道产生的经济损失。也有学者认为，只有不真实的新闻報導才可以称为风评被害。
東日本大震災（311大地震）後，《月刊民放》《新闻研究》等研究类期刊以意见论坛的形式展开 “东日本大地震与媒体”的专题连载，撰稿人包括全国性媒体、灾区当地媒体的编辑和记者，以及来自大学、研究院的教授、学者。处于灾情報導一线的记者们讨论最多的就是如何避免“风评被害”。“如果一味地考虑不扩大灾民的不安，避免陷入混乱局面，而迟迟不公布明确的信息， 那么这样的遮掩只能增加民众对于后续信息的不信任感。”但由于媒体过度报道福岛第1核电站核泄漏事故造成的核辐射问题，民众恐惧灾区农产品乃至工业产品受到核污染而对其敬而远之，部分国外民众甚至对日本产生过度恐惧，工业农业以及旅游业遭受巨大损失，从而对灾区经济复苏造成了雪上加霜的打击。日本媒体称，福岛第1核电站核泄漏事故“殃及池鱼”，导致日本部分出口商品被拒绝卸货，废纸、废铁出口停滞，食品、工业制品普遍受到交易对象要求出具安全检测证明、原产地证明等。截至2011年4月30日，包括欧盟在内的35个国家和地区对日本的农产品和水产品实施进口限制，约有10个国家对汽车和电子仪器等日本生产的工业产品实施进口限制。
为阻止“风评被害”继续蔓延，2011年4月12日官房长官枝野幸男在福岛县磐城市JR东日本新桥站前举办的农产品直销会上大口吃福岛县生產的番茄和草莓。4月15日时任日本首相菅直人等官员也当场品尝了福岛县出产的黄瓜和草莓等。
风评被害在社交网络出现频繁，并最终通过ACGN爱好者们传入中国的社交网络。该词汇在中国ACGN圈的第一次爆发源于声优东山奈央的风评被害事件，此后成为ACGN社交网络中的常见词汇。ACGN文化中的用法往往不构成经济损失，一般用于名誉受损的情况。有的时候也指带有略微恶意的二次设定，这种情况下有可能反而被认定为萌点而提升角色个性。niconico上亦专有Tag。